# 阿米尼
阿米尼（Amini），是印度拉克沙群岛中央直辖区的一个島和城镇，屬於阿明迪维群岛的一部分。2001年总人口7,340。

## 人口
该地2001年总人口7,340人，其中男性3,727人，女性3,613人；0－6岁人口1,122人，其中男599人，女523人；识字率71.38%，其中男性为77.60%，女性为64.96%。